# Кафканас
Кафканас (греч. Καυκανάς) — необитаемый остров в Греции. Расположен в заливе Орфанос (Стримоникос) Эгейского моря. Наивысшая точка — 54 м над уровнем моря. Административно относится к сообществу Варвара в общине Аристотелис в периферийной единице Халкидики в периферии Центральная Македония.
Островок упоминается Страбоном как Капр, одноимённый с городом на побережье материка, служившего гаванью Стагире, родине Аристотеля. По Страбону поселение на острове, Стагира и её гавань были основаны халкидцами.